# Nacaduba cypria
Nacaduba cypria är en fjärilsart som beskrevs av Lambertus Johannes Toxopeus 1929. Nacaduba cypria ingår i släktet Nacaduba och familjen juvelvingar. Inga underarter finns listade i Catalogue of Life.